# Шару-Буковіней
Шару-Буковіней (рум. Șaru Bucovinei) — село у повіті Сучава в Румунії. Входить до складу комуни Шару-Дорней.
Село розташоване на відстані 322 км на північ від Бухареста, 79 км на південний захід від Сучави, 143 км на північний схід від Клуж-Напоки.

## Населення
За даними перепису населення 2002 року у селі проживали 362 особи, з них 360 осіб (99,4%) румунів. Рідною мовою 361 особа (99,7%) назвала румунську.